# 21クラブ

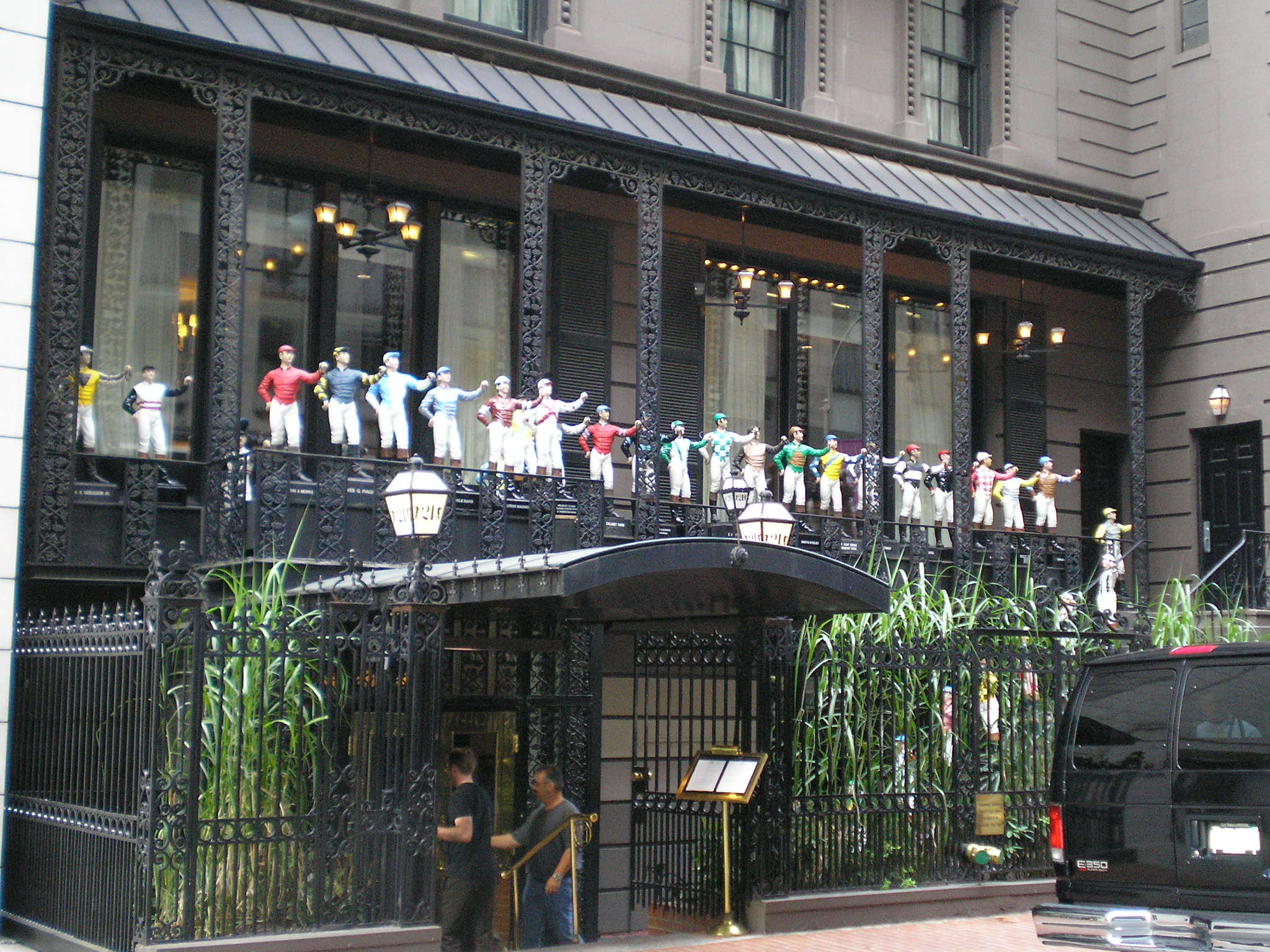
21クラブ

21クラブ(21 Club)は、禁酒法時代のもぐり酒場としてオープンしたレストラン。ニューヨーク市マンハッタン区西52丁目21番地に位置している。 

## 歴史
レストランは1922年に従兄弟であるジャック・クラインドラーとチャーリー・バーンズの手によって、グリニッジ・ヴィレッジの小さなもぐり酒場、レッド・ヘッドとしてオープンした。
1925年には場所をワシントン・プレイスに移し、名前をフロントンに変更、その翌年には西49丁目に移動、名前もパンチョン・クラブに変更する。この時点でバーはかなり高級な場所となっていた。1929年、ロックフェラー・センター建設のため現在の店舗があるの52丁目に移動、名前をジャック＆チャーリーズ 21に変更し、現在に至る。
禁酒法時代には幾度となく警察の立ち入り捜査を受けたにもかかわらず、二人は一度たりとも逮捕されたことがない。バーにはレバーを下げるだけで棚に置かれた酒のボトルをシュートから市の下水システムに流すという、巧妙なシステムが設置されていたため、厳しい捜査から逃れることが出来た。また、バーには秘密のワインセラーが存在しており、隣の建物（19番地）の地下に位置するそのセラーにはレンガで出来たドアからアクセスすることが出来た。このセラーは近年では20人まで収容可能なプライベート・ルームとして機能している。
また21 クラブは、多くのセレブリティーがワイン・コレクションを備える場所としても知られており、フォード大統領やニクソン大統領、エリザベス・テイラー、ヒュー・L・ケアリー、アイヴァン・ボウスキー、ノードストローム姉妹、フランク・シナトラ、グロリア・ヴァンダービルト、ソフィア・ローレン、メイ・ウエスト、ザ・ザ・ガボール、アリストテレス・オナシス、ジーン・ケリー、ジュディ・ガーランド、グロリア・スワンソン、サミー・デイビス・ジュニア、マリリン・モンローのコレクションが揃っている。フランクリン・ルーズベルト大統領以降のアメリカの大統領は、ジョージ・W・ブッシュ大統領を除いて全員クラブ21で食事をした経験がある。バーには2008年現在も多くのセレブリティーが訪れている。
クリスマスが近くなると、常連客にはバーの紋章がプリントされた毎年デザインの違うスカーフが配られる。ノードストローム姉妹の一人シギー・ノードストロームはもらったスカーフを数十枚コレクションしていた。
2009年1月24日に、夕食に訪れる男性客にネクタイ着用を義務づける規則がなくなった。しかし、ジャケット着用など他の規則は今も存在する。